# Vinjak
Vinjak je jako alkoholno piće proizvedeno miješanjem vinskih destilata.  Prema klasifikaciji spada u (prirodne) rakije. Sadrži najmanje 36% Vol.
Tehnološka procedura proizvodnje vinjaka ista je kao i za cognac, a vinjak i cognac razlikuju se po regiji u kojoj se proizvode. U Hrvatskoj proizvodnja vinjaka ima dugu tradiciju. U Zagrebu se proizvodi od 1886. godine. Vinjak se dobiva od vinskog destilata koji se dvaput destilira u bakrenim kotlovima i koji zatim odležava u hrastovim bačvama.
Rakija od vina se u Republici Hrvatskoj smije označiti kao vinjak, uz uvjet da je dozrijevala najmanje jednu godinu u hrastovim spremnicima ili najmanje šest mjeseci u hrastovim bačvama zapremine manje od 1000 litara. Vinjak može nositi oznaku stari vinjak ako je ispunjen uvjet dozrijevanja destilata najmanje tri godine u hrastovim bačvama. U Republici Hrvatskoj vinjak se može označiti zvjezdicama tako da svaka zvjezdica označava jednu godinu odležavanja.
- Vinjak "Trenk" kojeg proizvodi Zvečevo d.d., Požega, izvorni je Hrvatski proizvod
- Vinjake Glembay, Cezar i Zrinski proizvodi Badel 1862 d.d., Zagreb